# Ère Hōgen
L'ère Hōgen (保元) est une des ères du Japon (年号, nengō, lit. « nom de l'année ») après l'ère Kyūju et avant l'ère Heiji. Cette ère couvre la période allant du mois d'avril 1156 au mois d'avril 1159. Les empereurs régnants sont Go-Shirakawa-tennō (後白河天皇) et Nijō-tennō (二条天皇).

## Changement d'ère
- 24 janvier 1156 Hōgen gannen (保元元年?) : Le nom de la nouvelle ère est créé pour marquer un événement ou une série d'événements. L'ère précédente se termine là où commence la nouvelle, en  Kyūju 3, le 24e jour du 4e mois de 1156[3].

## Événements de l'ère Hōgen
- 20 juillet 1156 (Hōgen 1, 2e jour du 7e mois) : L'empereur cloîtré Toba-in meurt à l'âge de 54 ans[4].
- 28 juillet - 16 août 1156 (Hōgen 1, 10e - 29e jours du 7e mois) : La rébellion Hōgen[5], aussi connue comme l’insurrection Hōgen ou la guerre Hōgen.
- 1156 (Hōgen 1, 9e mois): Le naidaijin Fujiwara Saneyoshi est nommé sadaijin. Le dainagon Fujiwara Koremichi devient naidaijin. Une fois la guerre terminée, le calme revient dans l'empire et l'empereur lui-même est responsable du gouvernement. Un bâtiment spécial est construit à Kyoto, là où plaintes et requêtes étaient reçues et examinées du temps de l'empereur Go-Sanjo[6].
- 1157 (Hōgen 2, 8te mois) : Sanjō Saneyuki est démis de sa position de daijō-daijin et le sadaijin Saneyoshi meurt le même mois. L'udaijin Fujiwara no Munesuke est fait daijō-daijin. Le naidaijin Koremichi est fait sadaijin. Fujiwara no Moresane, le fils âgé de 15 ans du régent kampaku Fujiwara no Tadamichi, devient udaijin. Le dainagon Sanjō Kinori, fils de Saneyuki, obtient la position de naidaijin[6].
- 1157 (Hōgen 2, 10e mois) : Pose des fondations d'une grande salle d'audience (dairi) au palais. Il n'y a pas eu pareille structure au sein de l'ensemble du palais depuis l'époque de l'empereur Shirakawa[6].
- 6 août 1158 (Hōgen 3, 11e jour du 8e mois) : Durant la troisième année du règne de Go-Shirakawa (後白河天皇25年), l'empereur abdique et la succession (senso) est reçue par son fils ainé[7].
- 1158 (Hōgen 4, 8e mois) : l'empereur Nijō est déclaré avoir accédé au trône (sokui)[8].

| Hōgen     | 1re  | 2e   | 3e   | 4e   |
| Grégorien | 1156 | 1157 | 1158 | 1159 |